# Freccia del Brabante 1982
La Freccia del Brabante 1982, ventiduesima edizione della corsa, si svolse il 28 marzo su un percorso di 166 km, con partenza a Sint-Genesius-Rode e arrivo ad Alsemberg. Fu vinta dal belga Claude Criquielion della squadra Splendor-Wickes davanti ai connazionali Eddy Planckaert e Ronny Van Holen.

## Ordine d'arrivo (Top 10)
| Pos. | Corridore          | Squadra               | Tempo    |
| ---- | ------------------ | --------------------- | -------- |
| 1    | Claude Criquielion | Splendor-Wickes       | 3h58'00" |
| 2    | Eddy Planckaert    | Splendor-Wickes       | a 1'05"  |
| 3    | Ronny Van Holen    | Safir-Marc            | s.t.     |
| 4    | Jef Lieckens       | Capri Sonne           | s.t.     |
| 5    | Jos Jacobs         | Vermeer-Thijs         | s.t.     |
| 6    | Hennie Kuiper      | DAF Trucks-TeVe Blad  | s.t.     |
| 7    | Daniel Willems     | Boule d'Or-Sunair     | s.t.     |
| 8    | Luc Govaerts       | Europ Decor           | s.t.     |
| 9    | Ad Wijnands        | Ti-Raleigh-Campagnolo | s.t.     |
| 10   | Gregor Braun       | Capri Sonne           | s.t.     |